# Pontivy
Pontivy (Pondi en bretón) es una comuna y población de Francia, en la región de Bretaña, departamento de Morbihan. Pertenece a la subprefectura del distrito y es la cabecera del cantón de su mismo nombre.
Está integrada en la Communauté de communes du Pays de Pontivy. Su población municipal en 2012 era de 13 973 habitantes.

## Geografía
Pontivy se encuentra en la confluencia de los dos principales cursos fluviales del centro de Bretaña, el río Blavet y el Canal de Nantes a Brest.

## Historia
El monje Ivy fundó Pontivy en el siglo VII. Hizo construir un puente sobre el Blavet que dio su nombre a la villa: Pond Ivy ("pond" significa puente en bretón).
El castillo fue construido por Juan II de Rohan a finales del siglo XV en el lugar que ocupaba un castillo más antiguo. Cuando los vizcondes de Rohan abrazaron la fe protestante, la capilla del castillo se convirtió en uno de los raros lugares de culto protestante de Bretaña. El castillo fue ocupado brevemente por las tropas españolas a finales del siglo XVI en el contexto de las guerras de religión francesas.
Pontivy es conocida también por los hechos ligados a la Revuelta del papel sellado de 1675.

### Cambios de nombre
A partir del 18 de brumario del año XII (9 de noviembre de 1804) se cambió su nombre a Napoléonville con la intención de transformar la ciudad, de unos 3000 habitantes «en la paz, el centro de un gran comercio, y en la guerra, un centro militar importante». Muchas de sus calles recibieron nombres de hechos o personajes relevantes del Primer Imperio. Bajo la Restauración, volvió a llamerse Pontivy, antes de llamarse Bourbonville y de nuevo Napoléonville con Napoleón III.

## Demografía
| 3 056 | 3 090 | 4 929 | 4 980 | 7 018 | 6 378 | 7 929 | 7 792 | 8 049 | 7 602 | 8 146 | 7 886 | 8 252 | 8 164 | 9 466 | 9 175 | 9 292 | 9 359 | 9 506 | 9 424 | 9 442 | 9 440 | 8 817 | 9 300 | 10 878 | 10 516 | 10 410 | 11 412 | 12 578 | 12 675 | 13 140 | 13 508 | 13 693 |
| Para los censos de 1962 a 1999 la población legal corresponde a la población sin duplicidades (Fuente: INSEE [Consultar]) |       |       |       |       |       |       |       |       |       |       |       |       |       |       |       |       |       |       |       |       |       |       |       |        |        |        |        |        |        |        |        |        |

## Lugares y monumentos
- El castillo de los Rohan (siglo XV), catalogado como Monumento Histórico. En 2014, debido a las fuertes lluvias, se derrumbó parte de un lienzo de su muralla.
- La basílica Notre-Dame-de-Joie (siglo XV).
- La iglesia Saint-Joseph (siglo XIX). De estilo neogótico, fue financiada por el propio Napoleón III.
- Casas con entramado de madera.

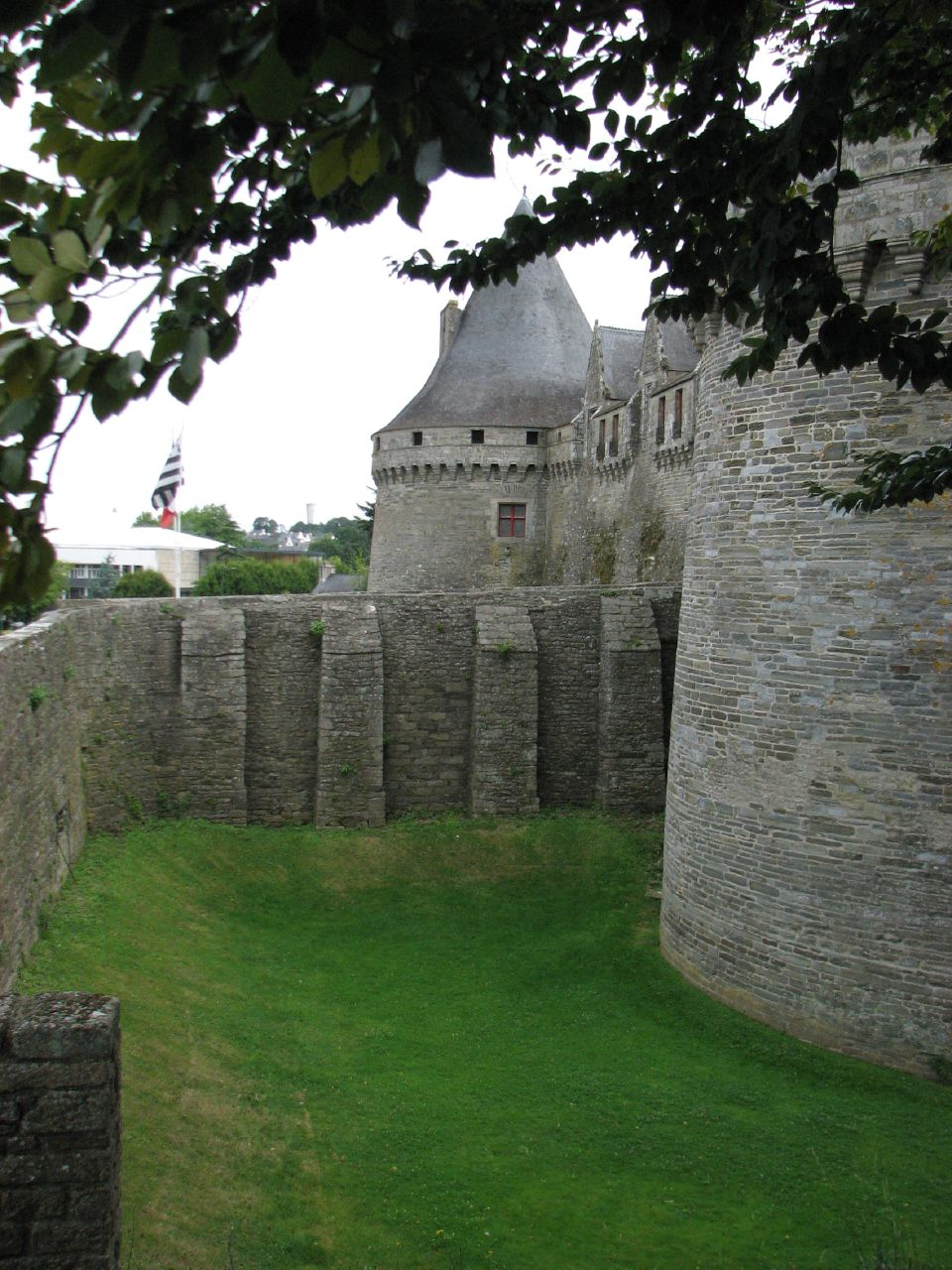
Fosos del castillo
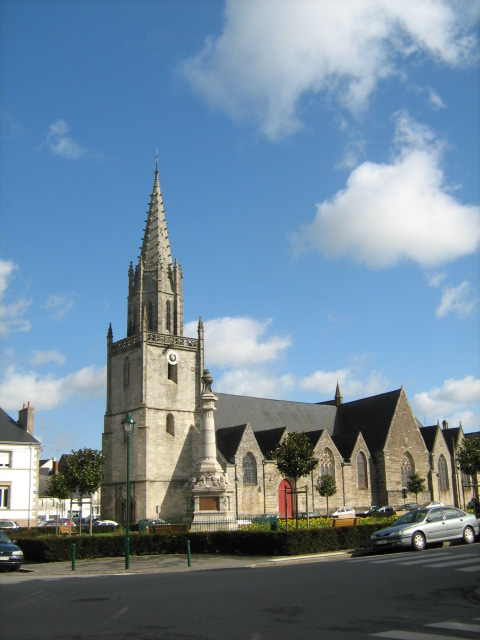
Basílica Notre-Dame-de-Joie
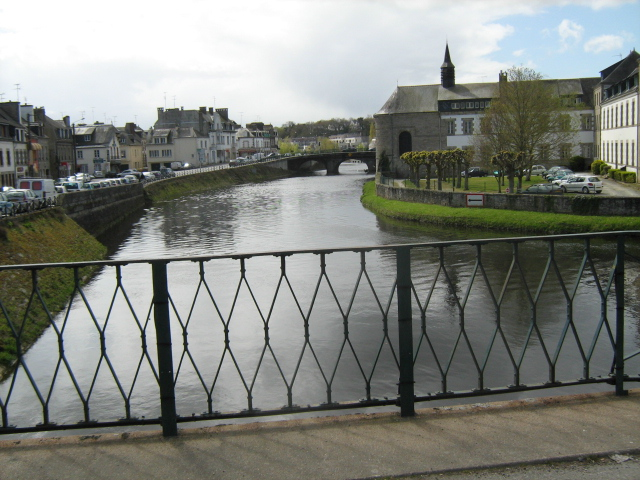
El antiguo hospital a orillas del río Blavet